# Mount Dutton
Der Mount Dutton ist ein 1473 m hoher Stratovulkan der Aleutenkette auf der Alaska-Halbinsel.

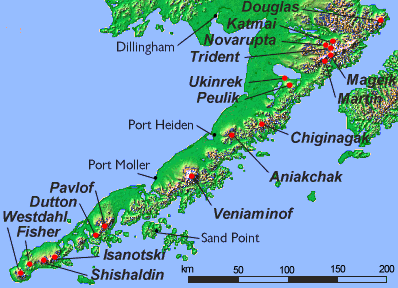
Vulkane auf der Alaska-Halbinsel